# Paronuphis abyssorum
Paronuphis abyssorum är en ringmaskart som först beskrevs av Chamberlin 1919.  Paronuphis abyssorum ingår i släktet Paronuphis och familjen Onuphidae. Inga underarter finns listade i Catalogue of Life.